# Fahid Minhas
Fahid Bashir Minhas (Rotterdam, 14 februari 1988) is een Nederlands voormalig politicus namens de VVD. Hij werkte als projectontwikkelaar en werd in 2014 gemeenteraadslid in Schiedam. Na ook wethouder in die stad te zijn geweest werd hij op 31 maart 2021 geïnstalleerd als lid van de Tweede Kamer der Staten-Generaal. Hij stelde zich bij de kamerverkiezingen op 22 november 2023 niet meer verkiesbaar, en verliet aansluitend de kamer op 5 december 2023. Sinds 1 maart 2024 is hij directeur van NEPROM.

## Jeugd en carrière
Minhas werd in 1988 in Rotterdam geboren. Zijn ouders zijn vanuit Pakistan naar Nederland geëmigreerd en hij groeide op met zijn twee broers en twee zussen. Minhas verhuisde in zijn jeugd van Rotterdam-West naar de Schiedamse wijk Oost. Tussen 2000 en 2005 volgde hij havo aan het Rotterdamse Wolfert van Borselen.
Minhas studeerde tot 2009 bouwkunde bij de Hogeschool Rotterdam, gevolgd door een master in Architecture, Building and Planning aan de Technische Universiteit Eindhoven. Hij behaalde zijn graad in 2013. Hij heeft verteld dat hij aanvankelijk architect wilde worden, maar dat hij er tijdens zijn studie achterkwam dat hij slecht was in tekenen en dat hij meer interesse had voor rekenen en economie. Daarom ging hij voor een carrière als projectontwikkelaar.
Hij nam een baan bij vastgoedontwikkelaar Provast in 2012 en werkte aan de Rotterdamse Markthal. Minhas werd in 2014 projectontwikkelaar bij dat bedrijf en bleef in die functie totdat hij in 2018 tot wethouder werd benoemd.

## Schiedamse politiek
Na een tijdje als fractiemedewerker voor de Schiedamse VVD te hebben gewerkt stond Minhas bij de gemeenteraadsverkiezingen van 2014 op plaats drie op de kandidatenlijst van die partij. Hij had ook geholpen bij het schrijven van het verkiezingsprogramma. Minhas werd verkozen tot de Schiedamse gemeenteraad en werd beëdigd op 27 maart. Hij hield zich bezig met wonen, bouwen en ruimtelijke ordening.
Hij werd als tweede kandidaat van de VVD herkozen in 2018, toen de partij de grootste werd in Schiedam. Minhas verliet op 17 mei de gemeenteraad om op dertigjarige leeftijd wethouder te worden in het nieuwe college van B en W. Hij werd ook locoburgemeester en kreeg de portefeuille bouwen, wonen, maritieme ontwikkeling, bedrijventerreinen en sport. Minhas had destijds vijf huizen in Schiedam die hij verhuurde. Vanwege zijn nieuwe functie besteedde hij het beheer daarvan uit aan een externe partij.
Als wethouder stimuleerde hij de bouw van woningen in zijn gemeente. Ook moedigde hij de bouw van wolkenkrabbers aan in de nieuwe buurt Schieveste, tussen station Schiedam Centrum en de A20, waar één appartementencomplex met een hoogte van 120 meter gebouwd zal worden en nog een paar andere met hoogtes tussen de 40 en 90 meter. Het project met ongeveer 3.000 woningen ontving een subsidie van €18 miljoen van het Rijk. Minhas werd verkozen tot Beste Bestuurder jonger dan 40 jaar van 2019 door de lezers van het tijdschrift Binnenlands Bestuur vanwege zijn ambitieuze bouwprojecten en de manier waarop hij luistert.
Minhas hielp bij de vorming van een nieuwe coalitie in Schiedam na afloop van gemeenteraadsverkiezingen op 16 maart 2022. VVD'er Nathalie Gouweleeuw was aanvankelijk geselecteerd als verkenner, maar de raad was het oneens met haar advies. Daarop koos DENK eind april Minhas als de tweede verkenner en hij beval bijna twee weken later een coalitie aan bestaande uit de VVD, DENK, de PvdA, D66 en Progressief Schiedam. De raad steunde zijn conclusie.

## Tweede Kamer
Bij de Tweede Kamerverkiezingen 2021 was hij de 26e kandidaat van de VVD. De partij won 34 zetels, waardoor Minhas een zetel ontving. Er waren 699 voorkeurstemmen op hem uitgebracht en hij werd op 31 maart beëdigd. Hij werd als wethouder opgevolgd door voormalig Kamerlid Antoinette Laan en hij verkocht ook de drie huurhuizen die nog in zijn bezit waren. In de Tweede Kamer kreeg Minhas de portefeuille ruimtelijke ordening, openbaar vervoer, het Kadaster, de Omgevingswet, de Crisis- en herstelwet en de Wet ruimtelijke ordening. Hij is lid van de vaste commissies voor Binnenlandse Zaken, voor Infrastructuur en Waterstaat (voorzitter), voor Landbouw, Natuur en Voedselkwaliteit en voor de Rijksuitgaven. Samen met Jaco Geurts van het CDA zette hij de staatssecretaris ertoe aan om onderzoek te doen naar een treinverbinding tussen Eindhoven en Aken. Ook was hij eind 2022 mede-indiener van amendementen om €112,5 miljoen van de infrastructuurbegroting aan projecten in Noord-Nederland uit te geven – één om spoorproblemen in Meppel aan te pakken en een andere om een aquaduct in Leeuwarden te bouwen. In 2023 nam de Tweede Kamer een motie van Minhas en Faissal Boulakjar (D66) aan waarin het kabinet werd opgeroepen een verbod te onderzoeken op het splitsen van landbouwgrond in kleinere kavels. Het Financieele Dagblad had bericht dat dergelijke grond werd opgekocht om in kavels te worden verdeeld en vervolgens met aanzienlijke winst als bouwgrond werd doorverkocht. Volgens de krant werden daar uiteindelijk zelden woningen gebouwd. In augustus 2023 oordeelde een rechter dat zulke investeringen horen te vallen onder the toezicht van de Autoriteit Financiële Markten.
Toen de val van het kabinet-Rutte IV leidde tot vervroegde verkiezingen in november 2023, besloot Minhas zich niet herkiesbaar te stellen. Op 5 december 2023 nam hij afscheid van de Tweede Kamer.

## Privéleven
Minhas heeft een vrouw en twee kinderen.